# Jason Merrells
Jason Merrells es un actor inglés famoso por haber interpretado a Matt Hawley en Casualty, a Gavin Ferraday en la serie Cutting It y a Declan Macey en la serie Emmerdale Farm.

## Biografía
Su hermano mayor es el actor Simon Merrells. 
Es muy buen amigo de los actores Tony Curran, Jason Flemyng, Jason Barry y Dean Lennox Kelly, con quienes corrió el Maratón Nacional por la Fundación de Leucemia.
En 1991 se casó con Judith Hurley, con quien tuvo dos hijas, Camille y Gina Merrells; sin embargo, en 1999 se divorciaron. En 2002 se casó con Zerlina Hughes, con quien tuvo dos hijos, Jackson y Katya Merrells. Sin embargo, el matrimonio terminó en 2010. En 2012 comenzó a salir con la actriz Emma Lowndes, con quien tiene una hija, Martha Merrells.

## Carrera
Ha aparecido en dramas como Fat Friends, A Touch of Frost, The Inspector Lynley Mysteries y The Project, entre otros.
En 1994 se unió al elenco de la serie médica Casualty, donde interpretó al recepcionista Matt Hawley hasta 1997. En 1999 apareció en la serie Queer as Folk, donde interpretó a Phil Delaney.
Entre 2000 y 2001, interpretó al empleado de la fábrica Martin Leach en la serie dramática Clocking Off. En 2002 se unió al elenco de la serie Cutting It, donde interpretó al estilista Gavin Ferraday hasta el final de la serie en 2005. Entre 2006 y 2008, apareció de forma recurrente en la serie Waterloo Road, donde dio vida al director con fuerte código moral Jack Rimmer. En 2009 apareció durante la segunda temporada de la serie Lark Rise to Candleford, donde interpretó al rico hombre de negocios James Dowland.
El 15 de abril de 2010, se unió al elenco de la exitosa serie británica Emmerdale Farm, donde interpretó al empresario Declan Macey hasta el 13 de octubre de 2014.

## Filmografía

### Series de televisión
| Año         | Título                         | Personaje          | Notas                           |
| ----------- | ------------------------------ | ------------------ | ------------------------------- |
| 2015        | Safe House                     | David Blackwell    | 4 episodios                     |
| 2015        | Death in Paradise              | Stuart Howe        | episodio # 4.7                  |
| 2010 - 2014 | Emmerdale Farm                 | Declan Macey       | 617 episodios                   |
| 2009        | Lark Rise to Candleford        | James Dowland      | 11 episodios                    |
| 2006 - 2008 | Waterloo Road                  | Jack Rimmer        | 27 episodios                    |
| 2006        | Murder City                    | Mark Drummond      | episodio "Wives and Lovers"     |
| 2005        | Where the Heart Is             | Ryan Saunders      | episodio "In a Perfect World"   |
| 2002 - 2005 | Cutting It                     | Gavin Ferraday     | 25 episodios                    |
| 2005        | The Afternoon Play             | John Priestley     | episodio "The Hitch"            |
| 2003        | Sweet Medicine                 | Dr. Nicholas Sweet | 9 episodios                     |
| 2000, 2002  | Fat Friends                    | Carl Watkinson     | 3 episodios                     |
| 2002        | The Inspector Lynley Mysteries | Steve Shepherd     | episodio "Missing Joseph"       |
| 2002        | A Touch of Frost               | Mike Patterson     | 2 episodios                     |
| 2000 - 2001 | Clocking Off                   | Martin Leach       | 13 episodios                    |
| 1999        | Queer as Folk                  | Phil Delaney       | 3 episodios                     |
| 1998        | Verdict                        | Ben Clayton        | episodio "The Doctor's Opinion" |
| 1997        | The Bill                       | Richard McAuliffe  | episodio "Out"                  |
| 1997        | Thief Takers                   | Steve Lunt         | episodio "Road Rage"            |
| 1994 - 1997 | Casualty                       | Matt Hawley        | 69 episodios                    |

### Películas
| Año  | Título                 | Personaje         | Notas                                                          |
| ---- | ---------------------- | ----------------- | -------------------------------------------------------------- |
| 2015 | Elsewhere              | Vendedor          | corto - junto a Claire Skinner, Nathan Nolan y Jonathan Cullen |
| 2010 | Marple: The Pale Horse | Dr. Kerrigan      | junto a Julia McKenzie y Nicholas Parsons                      |
| 2005 | The Jealous God        | Vincent Dungarven | junto a Denise Welch y Mairead Carty                           |
| 2002 | The Project            | Dougie            | junto a Matthew Macfadyen, James Frain y Naomie Harris         |
| 2000 | Calling the Wild       | Matt              | corto - junto a John Shrapnel y David Beames                   |
| 2000 | Small Time Obsession   | Chris             | junto a Alex King, Simon Merrells y Juliette Caton             |
| 1999 | Do Not Disturb         | Mulder            | junto a William Hurt, Jennifer Tilly y Denis Leary             |

### Director y escritor
| Año  | Título        | Notas                       |
| ---- | ------------- | --------------------------- |
| 2008 | Le petit mort | corto - escritor y director |

### Teatro
| Año        | Obra                            | Personaje    | Director     | Teatro                  | Notas                                                            |
| ---------- | ------------------------------- | ------------ | ------------ | ----------------------- | ---------------------------------------------------------------- |
| 2016       | Five Finger Exercise            | Stanley      | Jamie Glover | -                       | junto a Lucy Cohu, Tom Morley, Lorne MacFadyen y Terenia Edwards |
| 2016       | How The Other Half Loves        | Bob Phillips | -            | Theatre Royal Haymarket | -                                                                |
| 2009, 2010 | Measure for Measure             | Angelo       | -            | Almeida Theatre         | junto a Alistair McGowan                                         |
| 2007       | A Comedy of Errors              | -            | -            | -                       | junto a su hermano Simon Merrells                                |
| 2007       | Twelfth Night, or What You Will | Orsino       | -            | Courtyard Theatre       | junto a su hermano Simon Merrells                                |

## Premios y nominaciones
| Año  | Categoría          | Premio                     | Serie      | Resultado |
| ---- | ------------------ | -------------------------- | ---------- | --------- |
| 2003 | Most Popular Actor | National Television Awards | Cutting It | Nominado  |